# 보아
보아(본명: 권보아, 1986년 11월 5일 ~ )는 SM 엔터테인먼트 소속의 대한민국 솔로 가수 겸 배우 겸 프로듀서이다. 1998년 경기도 구리시의 백화점 댄스경연 대회 찬조출연 뒤 15개 기획사 명함을 받았는데 그 중 한 기획사였던 SM 엔터테인먼트를 선택해 연습생이 되었다. 해외진출을 목표로 데뷔 전부터 일본어와 영어를 배웠으며 약 3년의 연습 기간을 거친 뒤, 2000년 8월 25일 한국 첫 정규 음반 《ID; Peace B》를 발매하며 데뷔했다. 현재는 2022년부터 활동을 시작하는 프로젝트 그룹인 GOT the beat의 멤버이다.
한국에서 성공적으로 데뷔한 이후 일본의 레이블사 AVEX와 계약을 체결하고 2001년 일본 데뷔 싱글 "ID; Peace B"를 발매하며 일본에 진출했다. 일본 첫 정규 음반 《Listen to My Heart》는 한국 가수로 처음으로 오리콘 앨범차트 1위에 오르며 100만 장의 판매량을 기록해 밀리언 인증을 받았다. 2003년 발매한 두 번째 일본 정규 음반 《Valenti》와 2005년 발매한 일본 베스트 음반 《Best Of Soul》이 100만 장을 넘겼다. 한국에서도 《No.1》 (2002), 《Atlantis Princess》 (2003), 《My Name》(2004), 《Girls On Top》(2005)을 발매하였다. 2009년 4월 17일에는 미국 진출을 선언하며 미국 첫 정규 음반 《BoA》를 발매해 한국 가수로 최초로 빌보드 200 127위에 진입했다. 2010년에는 한국에서 5년 만의 정규 음반 《Hurricane Venus》를 발매했고, 2년 뒤인 2012년 일곱 번째 정규 음반 《Only One》을 발매했다. 그로부터 2년여만인 2015년 5월에는 데뷔 15주년을 기념하여 보아 자신이 전곡을 작사, 작곡하고 직접 프로듀싱에 참여한 여덟 번째 정규 음반 《Kiss My Lips》를 발매하였다. 2018년 2월에는 데뷔 이래 첫 미니앨범인 《ONE SHOT, TWO SHOT》을 발매하였으며, 같은 해 10월에는 아홉 번째 정규 음반 《WOMAN》을 발매하였고 2019년 12월 두번째 미니앨범 《Starry Night》을 발매했다. 2020년 데뷔 20주년을 맞이했다. 같은 해 12월에는 20주년 기념이자 열 번째 정규 음반 《BETTER》을 발매했다.
보아는 한국 가수 최초로 앨범,싱글,DVD 오리콘 차트 1위를 달성하였다. 지금까지 일곱 장의 정규 음반을 연속으로 오리콘 위클리 앨범차트 1위에 올려놓았는데 이는 하마사키 아유미와 코다 쿠미에 이은 일본 역대 여가수 2위의 기록이며, 세 장의 정규 음반을 100만 장 이상 판매해 밀리언 셀러를 달성하였다. 이는 아직까지도 한국 가수 유일의 기록이며, 일본에서 지금까지 1000만 장에 가까운 음반이 판매되었다. 2002년부터 2007년까지 6년 연속으로 《홍백가합전》에 출연했다.

## 생애

### 1986–1998: 어린 시절 및 데뷔 준비
보아는 어머니 성영자와 아버지 권재철 사이에서 태어났다. 보아의 아버지는 TBC 방송국의 사운드 엔지니어였고, 방송국 퇴사 후에는 음향 장비와 관련된 일을 했다. 그 후, 보아의 아버지가 목장을 경영하면서, 보아는 도시가 아닌 한적한 시골에서 자랐고, 보아의 어머니는 방송에서 "유년 시절과 청소년 시절을 전원에서 마음껏 뛰놀며 보낼 수 있었던 것이 아이들 모두에게 행운이었다. 도심에서 경험하지 못했던 생활을 즐기며 감춰져 있던 감수성과 창의력을 마음껏 발휘해 지금의 삼남매가 있게 된 것이다."라고 말했다. 보아의 형제로는 두 오빠가 있는데, 큰 오빠인 권순훤은 서울대학교 음대 학사, 동대학원을 나와 피아니스트로 활동하고 있으며, 둘째 오빠인 권순욱은 뮤직비디오 감독으로 활동하며 서인영, 보아, 걸스데이 등의 뮤직비디오를 촬영하기도 했다. 보아는 남양주양정초등학교에 다녔고, 전교회장을 역임하였다. 어렸을 때부터 가수가 되는 게 꿈이었고, 한 인터뷰에서 "초등학교 때 나의 꿈은 가수가 되는 것이었습니다. 어릴 적부터 무대에서 노래하고 춤추는 것을 무척 좋아했거든요."라고 말했다. 초등학교를 졸업 한 후 사립중학교에 수석으로 입학했고, 이후 한국켄트외국인학교(K.K.F.S.)로 전학했다. 가수활동과 학업을 병행하는 것에는 한계가 있었기 때문에, 가수활동에만 집중하기 위해 학교를 자퇴했다. 그리고 2002년 8월 중졸 검정고시에 합격했고, 2003년 4월 고졸(대입) 검정고시에 합격했다.
그러던 중 1998년(당시 초등학교 6학년), SM엔터테인먼트의 프로듀서 이수만에게 발탁되어 약 2년 반의 트레이닝 기간을 거쳤다. 나중에 보아는 인터뷰에서 "노래를 좋아하는 것만으로 무대에 설 수는 없었습니다. 가수가 되기 위해 3년 동안 피나는 훈련을 참아 냈습니다."라며 말했다. SM 엔터테인먼트는 당시 보아를 "세계시장을 겨냥한 여가수"를 준비했다고 발표했고 이에 따라 일본에서 활동하기 위해 NHK 아나운서의 집에 머물며 정확한 일본어 발음을 익혔고, 구리시 서울삼육중학교에 다니던 중 영어회화를 위해서 한국켄트외국인학교로 전학했다. SM 엔터테인먼트는 보아의 데뷔 프로젝트를 "신비 프로젝트"라 이름을 붙이고 보아의 데뷔를 진행해 나갔다. 이는 30억 정도를 들인 프로젝트였으며, SM 엔터테인먼트에서 H.O.T. 등의 가수들로 벌어들인 돈을 거의 모두 동원한 중대한 프로젝트였다. 보아의 데뷔가 다가오면서 네티즌들 사이에서는 이름이 바비, 신비라는 소문이 돌며 화제가 되기도 했다.

### 2000–02: 한일 양국에서의 데뷔
보아는 2000년 8월 25일 "15세의 춤추는 소녀"라고 불리며 데뷔 앨범 ID; Peace B를 발매했다. ID; Peace B에는 동명의 타이틀곡 "ID; Peace B"와 "SARA", 〈비밀일기〉 등 소녀적인 감성을 살린 밝은 댄스 곡과 발라드 곡으로 채워졌다. 보아는 2000년 8월 27일 SBS의 《인기가요》을 통해 데뷔 무대를 가졌다. 보아는 나름 어린나이에 당시 춤과 노래를 소화하며 화제성을 모았으나, 데뷔 초 아주 어린 나이에 데뷔한 탓에 근거없는 루머가 퍼지면서 안티 팬들이 늘어 갔고 이들에게서 혹독한 비난을 받았다. 당시 차트 10위대를 유지하는 등 신인으로서 어느 정도 성공은 했지만, 30억이라는 준비 과정과 비교하면 첫 앨범 활동은 그에 걸맞은 성과를 이루지는 못했다.
한국에서 데뷔 이후 2001년 3월 7일, 보아는 에이벡스와 레이블 계약을 체결하며 일본 진출을 선언했고 그동안의 수록곡들을 영어, 일본어, 중국어로 바꿔 부른 스폐셜 앨범 Don't start now - Jumping into the world을 발매했다. 또한 같은 날, 일본 도쿄에서 대만, 홍콩, 일본 각국 취재진이 모여 쇼케이스를 취재했으며, 에이벡스는 이 쇼케이스에 7억을 투자했다. 에이벡스의 회장 요다 다츠미는 "보아는 카리스마와 빼어난 댄스동작, 가창력을 지녀 J-Pop의 여왕 아무로 나미에를 능가할 것으로 보인다"라고 평가했다. 2001년 5월 30일 보아는 일본에서 데뷔 싱글 "ID; Peace B"를 발매하며 공식적으로 데뷔했고 오리콘 주간 싱글차트 20위권에 진입했다. 7월 25일에 발매한 두 번째 싱글 "Amazing Kiss"를 발매해 역시 20위권에 진입했다. 12월 5일에는 세 번째 싱글 〈키모치와 츠타와루〉를 발매해 오리콘 싱글차트 최초로 11위에 진입했고, 이어 12월 19일에는 코다 쿠미와 함께 네 번째 싱글이자 9·11 테러 추모 싱글인 "The Meaning of Peace"를 발매해 오리콘 싱글차트 7위에 오르며 이때부터 일본에서 가능성을 보였다. 2002년 1월 17일에는 네 번째 싱글 "LISTEN TO MY HEART"를 발매해 처음으로 오리콘 싱글 차트 5위에 올랐고 18만 장에 가까운 판매량을 기록했다. 보아는 7장의 싱글을 발매한 이후 2002년 3월 13일 첫 일본 정규 앨범 LISTEN TO MY HEART을 발매해 한국 가수로는 처음으로 오리콘 일간, 주간 앨범 차트 1위를 했다. 이후 100만 장 이상을 판매해 앨범은 밀리언 인증을 받았다.
2002년 4월 12일에는 한국에서 두 번째 한국 정규 앨범 No.1을 발매했다. 대한민국에서는 보아에 대한 국민적 관심이 높아져 있던 상황이었고, 이와 동시에 타이틀 곡 〈NO.1〉은 2002년 월드컵과 맞물렸음에도 불구하고 큰 인기를 얻었다. 한국음악산업협회의 음반 판매량 집계에 따르면 《No.1·늘..》은 2002년 한 해 동안 54만장의 판매량을 기록했고, 이 기록은 2002년 발매된 전체 음반들 중 4위를 차지하는 기록이다. 보아는 이 앨범에서 후속곡 〈My Sweetie〉와 발라드 곡 〈늘..〉 등으로 활동하다가 8월에 2집 활동을 마감했다.
2002년 8월 28일에는 일본에서 6번째 싱글 "VALENTI"를 발매했다. "VALENTI"는 라틴 리듬의 경쾌한 댄스 곡으로, 보아의 일본 싱글들 중 2025년 4월 현재까지 가장 많은 판매량을 기록하고 있는 싱글이다. 음반 순위 면에서도 오리콘 주간 싱글 차트 2위를 차지하는 성과를 기록했다. 이어 3주 뒤에는 7번째 싱글 〈奇蹟/NO.1〉을 발매했다. 특히 싱글 〈奇蹟/NO.1〉을 발매한 주에는 〈VALENTI〉와 〈奇蹟/NO.1〉이 모두 주간 차트 5위권 내에 진입하는 진풍경을 연출하기도 했다. 12월 11일에는 발라드 싱글 〈JEWEL SONG/BESIDE YOU-僕を呼ぶ声-〉를 발매하고 활동했다. 한편, 9월 26일에는 그 간의 일본 활동곡들을 모아 한국어로 번안하여 수록한 스페셜 앨범 《MIRACLE》이 대한민국에서 발매되었다. 이 앨범에서 보아는 〈VALENTI〉와 〈기적〉으로 활동했고, 30만장이 넘는 판매량을 기록하며 히트했다. 이러한 정규 2집 활동과 스페셜 앨범에서의 활약 덕분에 한국음악산업협회 기준 2002년 최다 음반 판매량을 기록한 아티스트가 되었고, 연말 보아는 서울가요대상과 SBS 가요대전, m.net Music Video Festival에서 역대 최연소의 나이로 대상을 차지했다. 일본에서는 매년 12월 31일 그 해 인기 가수들이 출연하여 노래하는 NHK 《홍백가합전》에 출연하게 되었고, 이 무대에서 보아는 〈VALENTI〉를 노래했다. 이 때 출연한 뒤 보아는 2007년까지 6년 연속으로 홍백가합전 무대에 올랐다.

### 2003–05: 대중적인 성공
2003년 1월 29일, 보아는 일본에서 2번째 정규 앨범 VALENTI을 발매했다. 이 앨범은 발매 일주일 만에 60만 장이 넘는 판매량을 기록하며 오리콘 주간 앨범 차트 1위를 기록했다. 최종적으로는 120만장을 돌파하며 보아의 첫 밀리언 셀러로 기록되었고, 2003년 오리콘 연간 앨범 차트에서 5위를 마크했다. 《VALENTI》 발매 이후에는 오사카시·나고야·도쿄 등지를 돌면서 첫 콘서트 투어 'BoA 1st LIVE TOUR 2003 VALENTI'를 개최하였다. 3월 27일부터 4월 6일까지 4개의 공연이 일정에 잡혀 있었지만 이후 2회의 추가 공연이 결정되어 총 6회의 공연을 펼쳤다. 특히, 도쿄 공연 때에는 모리 요시로 전 일본 총리가 관람한 기사가 화제가 되기도 하였다.5월 14일에는 9번째 싱글 〈Shine We Are!/Earthsong〉을 발매하였다. 발매 당일 일간 차트 1위를 기록했지만, 주간 차트에서는 모리야마 나오타로의 〈さくら(独唱)〉에 밀려 2위를 기록했다. 2003년은 한인들이 미국으로 이민한 지 100년이 되는 해였기 때문에, 이를 기념하기 위해 미국에는 한인들을 위한 음악제가 여럿 개최되었다. 보아도 4월 26일 미국 로스앤젤레스에서 열린 '미주 한인 이민 100주년 기념 음악제'와 9월 29일 뉴욕에서 열린 '미주 이민 100주년 기념 한인 대축제'에 출연하였다. 5월에는 한인 이민 100주년을 기념하기 위해서 미국 공영방송 PBS에서 제작한 대한민국 특집 프로그램에 대한민국을 대표하는 가수로서 출연하여 진행자와 영어로 인터뷰하는 장면이 방송되기도 했다.
5월 30일에 보아는 대한민국에서 3번째 정규 앨범 《Atlantis Princess》를 발매하고 활동하기 시작하였다. 타이틀 곡은 〈아틀란티스 소녀〉로, 전설의 대륙 아틀란티스를 묘사한 동화 같은 가사를 담고 있는 밝은 댄스 곡이다. 보아는 이 곡으로 6월 1일부터 TV 활동을 시작했고, 후속곡 〈Milky way〉와 발라드 곡 〈나무〉로 활동을 계속하며 3집 활동은 9월까지 이어졌다. 이때 보아는 교통사고로 인한 매니저의 갑작스런 죽음으로 타이틀 곡 〈아틀란티스 소녀〉대신 〈나무〉를 불러 매니저를 추모하며 방송에서 눈물을 보이기도 했다. 3집 발매에 앞선 2003년 2월 보아는 서울특별시 홍보대사로 위촉되었다. 이에 맞춰 보아는 서울을 홍보하는 노래 〈서울의 빛〉을 녹음했으며, 2003년 5월 25일 제1회 하이 서울 페스티벌에서 공연하며 대중들에게 공개했다. 〈서울의 빛〉은 이 시기에 발매된 3집에도 수록되었고, 서울특별시 홈페이지에서도 들을 수 있다. 10월 22일에는 싱글 〈DOUBLE〉이 발매되었다. 대한민국과 일본 양국 동시 발매되어 대한민국에서는 첫 싱글, 일본에서는 통산 10번째 정규 싱글이었다. 이러한 싱글 동시 발매는 이어 발매된 〈Rock With You〉도 똑같이 이루어졌다. 12월 3일에는 대한민국에서 《MIRACLE》과 같은 방식의 스페셜 앨범 《SHINE WE ARE》가 발매되었다.
2004년 1월 15일, 일본에서 3번째 정규 앨범 《LOVE & HONESTY》가 발매되었다. 오리콘 주간 앨범 차트에서 2주 연속 1위를 차지했고, 보아의 통산 3번째 1위였다. 이 앨범으로 미국의 빌보드 차트, 일본의 오리콘 차트, 영국의 UK 차트 등 공신력있는 음악 차트를 토대로 세계 각국 음반 판매량을 집계하여 순위를 매기는 유나이티드 월드 차트에서도 1위를 차지하였다.
이후에도 보아는 《BEST OF SOUL》로 1위에 오른다. 앨범 발매 후 일본에서의 2번째 콘서트 투어도 진행되었는데, 'BoA LIVE TOUR 2004 LOVE & HONESTY'는 한 달여의 기간 동안 총 9회의 공연을 선보인 콘서트 투어였다. 3월 19일에는 보아가 참여한 m-flo의 싱글 〈the Love Bug〉가 발매되었다. 이 때의 인연으로 이후 m-flo의 VERBAL이 보아의 콘서트 무대를 찾았을 때나, 2004년 연말 m-flo가 내한하여 MKMF에 참가했을 때 함께 〈the Love Bug〉를 부르기도 했다. 2월 14일에는 싱가포르에서 열린 'MTV 아시아 어워즈'에 한국과 일본의 공동 대표로 참가하여 '한국 최고 인기 아티스트상'과 특별상인 '아시아에서 가장 영향력 있는 아티스트상'을 동시에 수상했다. 이 때 축하무대에서 보아는 록 밴드와 함께 〈Rock With You〉를 한국어와 일본어로 동시에 불렀다.
6월 11일에는 대한민국 4번째 정규 앨범 《My name》을 발매하고 타이틀 곡 〈My Name〉으로 활동하기 시작했다. 이 때의 음악 스타일은 이전의 보아와는 아주 다른 파격적인 변신이라고 할 수 있는데, 이전까지 〈NO.1〉·〈아틀란티스 소녀〉 등의 귀여운 10대 소녀로서의 이미지를 버리고 성숙한 여성으로서의 이미지로 변신했다. 타이틀 곡 〈My Name〉은 어반 댄스 스타일의 곡으로, 골반 댄스 등 노래의 안무도 화제를 낳았다. 보아는 이 앨범의 수록곡 〈Spark〉와 〈My Prayer〉로 9월까지 활동했고, 연말에 MKMF에서 대상인 최우수 작품상을 수상했다. 9월 1일에는 일본에서 13번째 싱글 〈QUINCY/コノヨノシルシ〉를 발매했다. 이어 3개월 뒤인 12월 1일에는 14번째 싱글 〈メリクリ〉를 발매했다. 이 싱글은 크리스마스 시즌에 잘 맞는 발라드 곡으로 잠시 소강 상태에 접어들었던 보아의 인기를 끌어올리는 역할을 했다. 판매량도 싱글 〈Shine We Are!/Earthsong〉 이후 넘지 못했던 10만 장 선을 넘었고, 한 달이 넘는 기간 동안 롱 히트했다. 미국의 유명 록밴드 위저가 리메이크한 곡이기도 하다.
2005년 2월 2일, 보아는 일본에서 첫 번째 베스트 앨범 《BEST OF SOUL》을 발매했다. 《BEST OF SOUL》은 2001년 〈ID; Peace B〉로 일본에서 데뷔한 이후, 〈メリクリ〉까지 총 14장의 싱글을 발매하는 동안 발표했던 싱글 곡들을 모은 앨범으로, 첫 주 48만장으로 주간 차트 1위를 기록했고 최종적으로는 110만 장 가까이 팔렸다. 베스트 앨범을 발매하고 2개월 뒤 일본에서의 3번째 라이브 투어 콘서트 'BoA ARENA TOUR 2005 BEST OF SOUL'를 열었다. 투어 기간 직전에 발매된 15번째 싱글 〈DO THE MOTION〉은 보아의 싱글들 중 최초로 오리콘 주간 싱글 차트 1위를 기록했다. 이는 한국인으로서도 최초의 기록이다. 2005년 보아는 영국의 옥스퍼드 대학 출판국에서 출간한 영어교재 《Totally true 토틀리 트루[*]》의 〈Making an International star 메이킹 언 인터내셔널 스타[*]〉라는 글에 국제적인 스타의 성공 사례로 실려 화제를 모았다. 6월 24일부터는 대한민국에서 5번째 정규 앨범 《Girls On Top》을 발매하고 활동하기 시작했다. 타이틀 곡 〈Girls On Top〉은 남성 우월주의에 빠진 남성들에게 보내는 경고 메시지를 담은 강렬한 댄스 곡으로, 이 곡에서는 곡 후반에서 남자 댄서의 등에 올라타 노래를 부르는 안무가 화제가 되었다. 이 곡으로 보아는 MBC 《음악캠프》에서 1위를 수상했고, SBS 《생방송 인기가요》에서는 7월 17일부터 7월 31일까지 3주 연속으로 1위에 해당하는 '뮤티즌 송'을 수상했다. 이어 후속곡 〈MOTO〉로 활동했다. 대한민국에서의 5집 활동이 마감되어 갈 때쯤, 8월 31일에 16번째 싱글 〈make a secret〉이 발매되었다. 〈DO THE MOTION〉의 노선을 이어 나가듯 절제되고 세련된 분위기의 곡이다. 11월 23일에는 빠른 댄스 곡을 앞세운 17번째 싱글 〈抱きしめる〉를 발매했다. 한편, 이때부터 보아는 본격적으로 미국 진출을 준비하기 시작했다.

### 2006–08: 일본 활동

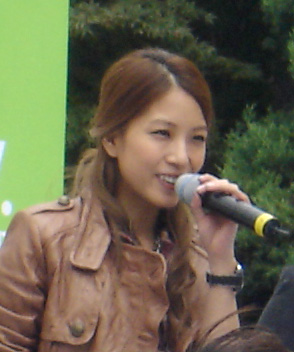
2007년 중의 보아

보아는 2006년 2월 15일 네 번째 일본 정규 앨범 OUTGROW를 발매했다. OUTGROW는 발매 첫 주 222,000만 장을 팔아 오리콘 위클리 앨범차트 1위에 올라 네 장의 앨범이 연속으로 1위에 오르는 기록을 세웠다. 그러나, 이전 앨범들에 비해 발매 첫 주 가장 낮은 판매량을 보였다. 2006년 4월 5일에는 일본 19번째 싱글 "七色の明日~brand new beat~/Your Color"를 발매했다. 이어 8월 9일에는 20번째 싱글 "KEY OF HEART/DOTCH"를 발매했다. 〈KEY OF HEART〉도 〈七色の明日~brand new beat~〉의 연장선 상에 서 있는 밝은 댄스 곡이다. 21번째 싱글 "Winter Love"는 11월 1일에 발매되었다. 처음으로 '실연'을 주제로 한 애절한 발라드 곡이다.
여름에는 일본에서 여러 행사에 참가했는데, 대표적인 것이 'ap bank 페스티벌'과 '메이지 신궁 불꽃놀이 축제'였다. 'ap bank 페스티벌'은 Mr.Children의 보컬 사쿠라이 가즈토시와 고바야시 다케시, 사카모토 류이치 등이 모여 만든 환경 단체인 ap bank에서 주최하는 축제로, 대형 가수들이 초대되며 2005년부터 시작되었다. 이 무대에서 보아는 사쿠라이 가즈토시와 함께 앨범 《OUTGROW》의 수록곡 〈cosmic eyes〉를 불렀다. '메이지 신궁 불꽃놀이 축제'는 매년 도쿄 메이지 신궁에서 개최되는 불꽃놀이로, 보아는 불꽃놀이 축하무대에 올라 6곡을 공연했다. 이 때 오른쪽 발목 부상을 입은 채 댄스 곡 공연을 한 사실이 알려지기도 했다. 가을부터는 라이브 투어 'BoA THE LIVE 2006 -裏ボア…聴かせ系-'를 개최했는데, 이 콘서트는 한 곡도 춤추지 않고 오직 노래만으로 공연한 콘서트이다. 댄스 곡도 새롭게 편곡하여 공연하였고, 이전까지와 비교하면 관객과 아주 가까운 작은 규모의 공연장에서 공연했다. 한편 2006년에는 한국 영화 '사랑따윈 필요없어'의 OST 〈Sunshine〉에 참여했고, 성우로써 목소리 연기에 도전했다. 보아는 컴퓨터 애니메이션 영화 《헷지》에서 '헤더' 역을 맡아 한국어와 일본어로 목소리 연기했는데, 《헷지》가 제59회 칸 영화제에서 비경쟁 부문에 출품되어 목소리 연기를 맡은 보아는 한국 가수로서는 처음이자 최연소로 칸 영화제에 참석해 레드카펫을 밟았다.
1월 17일에 일본에서 5번째 정규 앨범 《MADE IN TWENTY (20)》가 발매되었다. 이어 3월부터는 일본 내 통산 5번째 콘서트 투어인 'BoA ARENA TOUR 2007 MADE IN TWENTY (20)'를 개최하였다. 4월 25일에는 화장품 광고 음악으로 쓰인 싱글 〈Sweet Impact〉를, 9월 26일에는 도시바 휴대전화의 광고 음악으로 사용된 발라드 싱글 〈LOVE LETTER〉를 발매했다. 12월 12일에는 일본의 록 밴드 DOPING PANDA의 Yutaka Furukawa와 함께한 격렬한 댄스 곡 〈LOSE YOUR MIND〉를 싱글로 내놓아 미국의 전설적인 기타리스트 마티 프리드먼으로부터 흑인도 무색할 정도로 펑키의 느낌이 잘 살아있고 전성기 때의 마이클 잭슨이 떠오른다는 극찬을 받았다. 2005년 영국에 이어 보아의 입지적인 스토리가 일본 영어교과서에 실리기도 했다. 10월 말에는 애니콜의 광고 모델이 되었고, 애니콜을 홍보하기 위해 구성된 애니밴드라는 밴드의 메인 보컬로 참여했다. 이들은 11월 말 콘서트를 가지기도 했다. 2006년에 이어 한국 영화 《M》의 OST 〈안개〉에 참여했다. 11월 26일에는 일본 베스트 히트가요제 골드 아티스트상을 수상하였다. 이는 홍백가합전과 함께 6년 연속 수상한 것으로 기록되었다. 보아는 2월 27일에 일본에서 6번째 정규 앨범 《THE FACE》를 발매했다. 《THE FACE》는 11만장 대의 판매량으로 오리콘 주간 앨범 차트 1위를 기록했고, 보아는 데뷔 앨범부터 정규 앨범 6연속 1위 기록을 세웠다. 이 기록은 하마사키 아유미에 이은 역대 단독 2위에 해당하는 기록이다. 이어 콘서트 투어 'BoA LIVE TOUR 2008 ~THE FACE~'를 개최했다. 8월 15일에는 SM 엔터테인먼트 소속 가수들이 펼치는 콘서트 "SM 타운 라이브 '08"에 출연해 9개월 만에 모국의 무대에 올랐다. 한편, 구글 코리아에서 리서치 목적으로 여러 웹페이지를 검색한 결과 경제협력개발기구 회원국, 중국 등 모두 31개국가 및 국민의 대표적 한국 대표 키워드 10개로 인물 분야에서는 유일하게 확인되었다. 연말 보아는 연말 프로인 SBS 가요대전에 엔딩으로 참가하였으며 시간을 내어 연초까지 대한민국에서의 활동을 이어갔다.

### 2008–11: 미국 진출 및 한국에서의 컴백

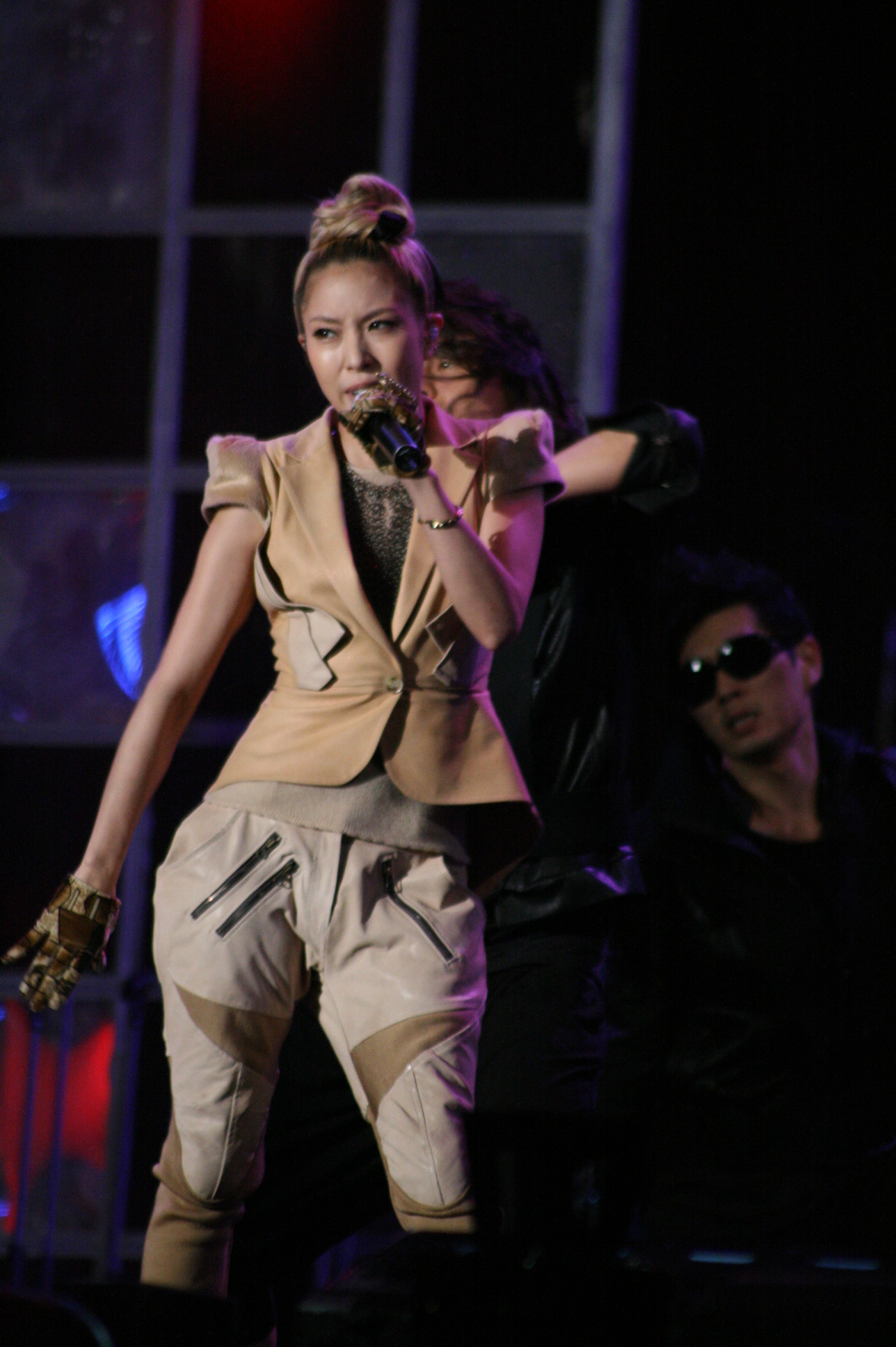
2010 아시아 송 페스티벌에서 〈Hurricane Venus〉 공연 중의 보아.

보아는 2009년 3월 17일 미국 데뷔 음반 BoA를 발매하며 미국 진출을 했는데, 음반에는 블러드샤이& 아방트, 션 가렛, 브라이언 케네디와 같은 프로듀서들이 참여했다. BoA는 발매 첫 주 8,000장을 팔아 한국 가수로는 최초로 빌보드 200 127위에 올랐다. 빌보드 200 이외에 댄스/일렉트로닉 앨범차트에서 5위까지 진입했다. 음반 발매에 앞서 2008년 10월 21일 첫 번째 싱글 "Eat You Up"을 발매해 빌보드 핫 댄스클럽 플레이차트 8위에 올랐으며, 2009년 6월 2일 발매한 두 번째 싱글 "I Did It for Love"는 19위까지 진입했다. 이후 2010년 1월 발매한 세 번째 싱글 "Energetic"은 빌보드 핫 댄스클럽 송 17위까지 진입했다.
비슷한 시기, 보아는 2009년 4월 18일 일본에서 두 번째 베스트 음반 Best & USA를 발매했다. Best & USA는 발매 첫 날 29,433만 장을 팔아 오리콘 데일리 앨범 차트 1위에 올랐으나, 위클리 차트에서는 145,000만 장을 팔아 2위를 차지했다. 200년 6월 2일 발매한 일본 26번째 싱글 Vivid는 29,000만 장을 팔아 오리콘 위클리 싱글 차트 5위에 올랐다. 싱글의 수록곡인 "Kissing you", "Sparkling", "Joyful Smile"은 모두 영화와 드라마의 주제곡으로 사용되었다. 2009년 2월 18일에는 27번째 싱글인 "에이엔/UNIVERSE/Believe in LOVE"를 발매했고 22,000만 장의 판매량으로 위클리 싱글 차트 8위에 올랐다. 이후 보아는 일곱 번째 일본 정규 음반 발매에 앞서 2009년 10월 28일 28번째 싱글 "BUMP BUMP!"을 발매했고, 13,800만 장을 팔아 위클리 싱글 차트 8위에 올랐다. 같은 해 12월 9일 29번째 싱글 "마모리타이 ~White Wishes~"를 발매했고 50,000만 장을 팔아 오리콘 위클리 3위에 올려놓았다. 한편, "White Wishes"는 2009 도쿄 게임쇼에 출연해 Tales of Graces의 주제곡으로 선정되었다고 발표했다. 2009년 12월 4일부터 5일은 도쿄, 8일에는 오사카에서 공연하는 크리스마스 콘서트 BoA THE LIVE X'mas 2009를 진행했고, 2010년 3월 3일 공연 실황을 담은 DVD 음반 BoA THE LIVE 2009 X'mas를 발매했다. 이후 보아가 직접 프로듀싱에 나선 일곱 번째 일본 정규 음반 Identity를 2010년 2월 10일에 발매했다. 음반은 오리콘 위클리 앨범 차트 4위에 올랐으며, 72,000만 장을 팔아치웠다. 이외에 타이완 국제 음반 차트 2위를 차지했고, 필리핀 차트에서도 1위를 차지했다. 2010년 6월 21일에는 한국 컴백에 앞서 30번째 일본 싱글이자 디즈니 온 아이스 일본 공연 25주년을 기념하는 싱글 "WOO WEEKEND"를 발매해 오리콘 주간 싱글 차트 10위에 올랐다.
보아는 Live Tour 2010: Identity를 마치고 난 뒤, 2010년 8월 5일 여섯 번째 한국 정규 음반 Hurricane Venus를 발매하며 5년만에 컴백했다. 보아는 발매에 앞서 "GAME", 〈옆 사람〉의 뮤직비디오를 공개했고, 2011년 8월 2일 타이틀곡 "Hurricane Venus"의 티저도 공개했다. "Hurricane Venus"는 공개되자마자 각종 음원 차트 1위를 휩쓸었고, 가온 디지털 종합 차트 3위에 올랐다. Hurricane Venus는 55,000만 장의 판매고를 올렸다. 이후 6집의 리패키지 음반인 Copy & Paste를 2010년 9월 24일 발매했다. 2010년 12월 6일에는 일본에서 디지털 싱글 "I See Me"를 발매하였으며, 이 곡은 보아 자신이 광고모델인 오디오 테크니카의 CM송으로 사용되었다. 보아는 2011년 12월 4일부터 SBS 《K팝 스타》에 출연했는데, YG를 대표하는 양현석, JYP를 대표하는 박진영과 함께 SM을 대표하는 심사위원으로 2012년 4월까지 방송되었다. 12월 7일에는 일본 데뷔 10주년을 맞이해 발매하는 DVD을 선보였는데, 이에 앞서 첫 DVD 싱글 "Milestone"을 발매했다. 또한 2011년 12월 10일과 11일 양일간 일본에서 자신의 일본 데뷔 10주년을 기념하는 크리스마스 라이브, THE LIVE 2011 X'mas ~The 10th Anniversary Edition~을 개최했는데, 이 공연 실황을 담은 DVD도 발매되었다.

### 2012–16: 셀프 프로듀싱과 연기 활동

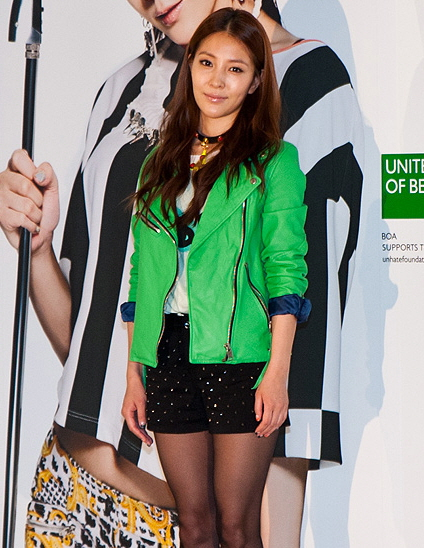
2013년 베네통 S/S 글로벌 캠페인 열 번째 모델 발표회에서 보아.

2012년 7월 25일 보아는 일곱 번째 한국 정규 앨범 Only One을 발매했다. 이에 앞서 22일 온라인을 통해 먼저 발매되었고, 동명의 타이틀곡인 "Only One"은 보아가 직접 작사, 작곡한 곡이다. 또한 "Only One" 뮤직비디오에 유아인과 함께 출연했다. 2012년 7월 28일에는 일곱 번째 정규 앨범 컴백을 맞이해 SBS에서 데뷔부터 지금까지의 성장 모습을 담은 컴백쇼 《보아 4354》를 방영했다. "Only One"은 가온 디지털 차트와 코리아 K-Pop 핫 100차트 2위에 올랐고, 앨범은 34,000만 장의 판매고를 올렸다.
2012년 11월 18일부터는 지난 해에 이어 《K팝 스타 2》의 심사위원으로 출연하였다. 2013년 1월 26, 27일에는 대한민국 서울 올림픽 공원 올림픽홀에서 데뷔 이후 처음으로 한국에서 BoA SPECIAL LIVE 2013 ~Here I Am~이라는 단독 콘서트를 개최하였다. 1월 28일에는 콘서트에서 처음 공개한 보아의 자작곡 〈그런 너〉의 음원을 공개했다. 이후 2월 27일에는 일본 31번째 싱글 〈Only One〉을 발매했고 첫 주 약 1만 장을 팔아 오리콘 위클리 차트 10위에 올랐다. 6월 26일 발매된 32번째 싱글 〈Tail of Hope〉는 일본 후지 TV 드라마 《백의의 눈물》의 주제곡으로 쓰였다. 2013년 9월에는 KBS 드라마 《연애를 기대해》에 캐스팅되어 배우 데뷔를 하였으며, 보아가 주연으로 출연한 영화 《메이크 유어 무브 3D》도 개봉했다.
2015년에는 한국 데뷔 15주년을 기념하여 보아 자신이 앨범 수록곡 전곡 작사, 작곡하고, 직접 프로듀싱한 여덟 번째 정규 음반 Kiss My Lips를 발표했는데, 5월 6일에 다이나믹 듀오의 개코가 작사와 피쳐링에 참여하고, EXO의 세훈이 뮤직비디오에 참여한 "Who Are You"를 선공개한 뒤, 그로부터 6일 뒤인 2015년 5월 12일에 동명의 타이틀곡인 "Kiss My Lips"를 비롯한 수록곡 12곡을 공개했다. 하지만 길었던 공백에 비해 음악방송 활동이 불과 3주에 불과해 팬들에게 많은 아쉬움을 남겼는데, 대신 이전 앨범활동과 달리 《크라임씬》, 《삼시세끼》, 《냉장고를 부탁해》 등과 같은 각종 예능 프로그램에 출연하여 색다른 모습을 선보였으며, 2015년 8월 22, 23일에는 여성 아이돌 최초로 세종문화회관 대극장에서 2015 BoA Special Live "NOWNESS"라는 제목의 두번째 한국 단독 콘서트이자 데뷔 15주년 기념 콘서트를 성공리에 개최하였다. 그리고 같은 해 12월 11일에 세트리스트 일부를 수정하여 도쿄에서도 공연하였는데 이는 보아가 최초로 한국 콘서트를 일본에서 공연한 것으로 세트리스트 대부분을 한국어로 불렀다. 12월 중순엔 일본에서는 EDM 장르의 새 싱글 "Lookbook"을 발매하고, 한국에서는 'Winter Garden'이라는 이름의 프로젝트로 후배가수인 f(x)와 레드벨벳과 함께 순차적으로 겨울싱글을 발매하며 음악활동을 이어나갔다. 2016년 SM STATION에 참여하여 빈지노와 함께한 ' No Matter What ' 은 음원차트 1위를 달성하며, Beatburger 팀이 부른 'Music Is Wonderful'에 피처링으로 참여하기도 하였다. 또한 음악활동 외에 연기활동도 이어나가 2015년 10월부터 《가을우체국》이라는 영화의 원톱주연으로 캐스팅되어 촬영하였고, 이는 2017년 3월 전주국제영화제에서 이미 상영되고, 2017년 10월 19일에 정식개봉하였다. 2016년 가을에는 송지효와 이선균이 주연인 이번 주 아내가 바람을 핍니다에 조연으로 출연하여 촬영하였다.

### 2017–19: 첫번째 미니앨범과 한일 양국의 아홉번째 정규앨범, 두번째 미니앨범

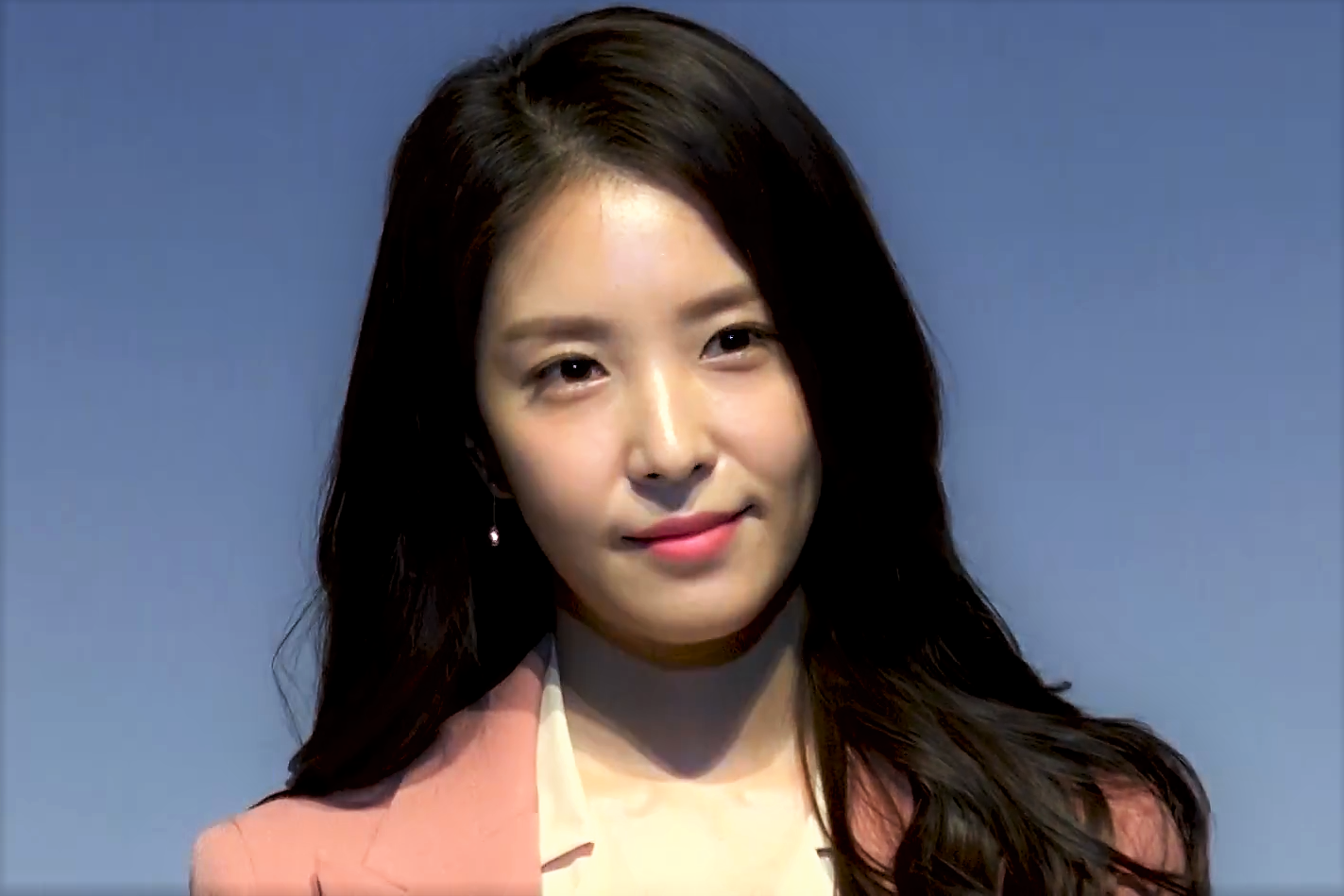
2018년 4월 17일 행복얼라이언스 협약식에서 보아

2017년 1월, 보아는 첫 미니앨범을 2월 중으로 공개할 것이라고 밝혔으나 구체적인 일정은 공개되지 않은 상태에서, 2월 23일에는 보아가 프로듀스 101 시즌2를 진행한다는 기사가 발표되며 많은 이들의 기대를 받았다. SG 워너비의 이석훈과, 전 애프터스쿨 리더 가희가 트레이너로 합류하여 함께 하였으며, 보아는 프로그램 진행 중 SM STATION을 통해 '봄비(Spring Rain)'를 한국에서 발표하고, 일본에서는 'BoA THE LIVE in Billboard Live' 개최, 디지털 싱글인 'Right Here, Right Everywhere' 공개를 발표하는 등 프로그램 이외의 가수로서의 활동도 함께 진행하며 성공적으로 방송을 마쳤다. 뿐만 아니라 프로듀스 101 시즌2 마지막 방송(6월 16일)에서 중간 광고 방송 전 CAMO 컴백 티저 영상이 방영되며 컴백 소식을 알렸고, 2017년 6월 26일 디지털 싱글형태로 정식 발매되었으나 별도의 활동은 이루어지지 않았다. 이후 별도의 활동이 없었던 보아는 2017년 11월 일본 공식홈페이지에 2018년 초, 4년여만의 일본 정규 9집 앨범 私このままでいいのかな 발매와 함께 2018년 3월부터 4월까지 일본 전국 라이브 투어 공연 BoA THE LIVE 2018 ～Unchained～ 개최가 됨을 알렸다. 또한 이번 개최되는 라이브 공연에서는 자신의 최초 미니앨범인 Unchained의 CD반을 관객 전원에게 증정하고, CD+DVD반은 mu-mo 한정으로 발매된다는 사실을 밝혔다. 한편 한국에서도 CAMO 이후 약 반년만의 컴백 소식이 밝혀졌으며, 이 앨범의 준비과정을 담은 리얼리티 프로그램인《키워드#보아》가 방영되었다. 이 앨범의 선공개곡인 '내가 돌아(NEGA DOLA)'는 1월 31일에 뮤직비디오와 음원이 공개되었으며, 2월 1일 엠카운트다운을 시작으로 활동을 1주일 동안 활동을 하였고, 이후 2월 20일 데뷔 후 첫 미니앨범인 'ONE SHOT, TWO SHOT'를 공개하고 1주일동안 각종 음악방송에 참여하여 무대를 선보였다. 그리고 앨범활동이 끝나고 2018년 5월부터 8월까지 이수근, 서장훈, 박성광, 태용, 유아, 니클라스 클라분데와 함께 《식량일기 닭볶음탕편》에 출연하였으며, 같은 해 10월 20일~21일에는 열리는 '그랜드 민트 페스티벌'에 참가하여, 데뷔 후 처음으로 한국에서 뮤직 페스티벌에 참가해 11곡을 소화하였다. 그랜드민트페스티벌(GMF)2018 Awards에서는 <최고의 공연>, <최고의 순간 ‘히트곡 떼창의 순간’>으로 2관왕을 수상하였다. 그 다음 주 수요일인 10월 24일에는 한국 정규 9집 《WOMAN》이 발매되어 2주라는 짧은 기간 동안만 활동하였지만, 2018년 11월 28일부터 SBS에서 방송된 예능프로그램 《더 팬》에 팬마스터 역할로 참여하여 팬들을 만났다. 2018년 12월 29일과 30일 양일동안에는 2018년 12월 20일과 21일 양일 간 일본에서 개최됐던 'BoA THE LIVE 2018 X'mas'의 한국 공연 버전인 ' BoA THE LIVE 2018 in SEOUL'을 개최하여 팬들을 만났다. 이듬해인 2019년 10월 26일과 10월 27일 양일간 첫 콘서트가 열렸던 올림픽 공원 내 올림픽홀에서 2019년 9월 22일부터 10월 14일까지 일본에서 개최된 'BoA LIVE TOUR 2019 -mood-'의 한국 공연 버전인 'BoA LIVE TOUR 2019 -mood- in SEOUL'을 개최하였는데, 일본 공연을 거의 그대로 가져왔던 이전 공연과 달리 거의 완전히 세트리스트를 새로 구성하여 기존에 발표됐던 한국곡 위주로 공연을 진행하였다. 또한 이 공연에서 올해 안에 새로운 음반이 발표될 예정이라고 밝혔고, 한 달 가량이 지난 2019년 12월 초 소속사인 SM 엔터테인먼트가 2번째 미니앨범인 《Starry Night》가 2019년 12월 11일 발매된다고 공식 발표하였다.

### 2020-현재: 데뷔 20주년 기념 열번째 정규앨범
2020년 데뷔 20주년을 맞이했다. 같은 해 12월에는 20주년 기념이자 열 번째 정규 음반 《BETTER》을 발매했다.
2024년 보아 새로운 싱글 정말 없니를 발매했다.

## 음악가적 기교

### 음악 및 영향

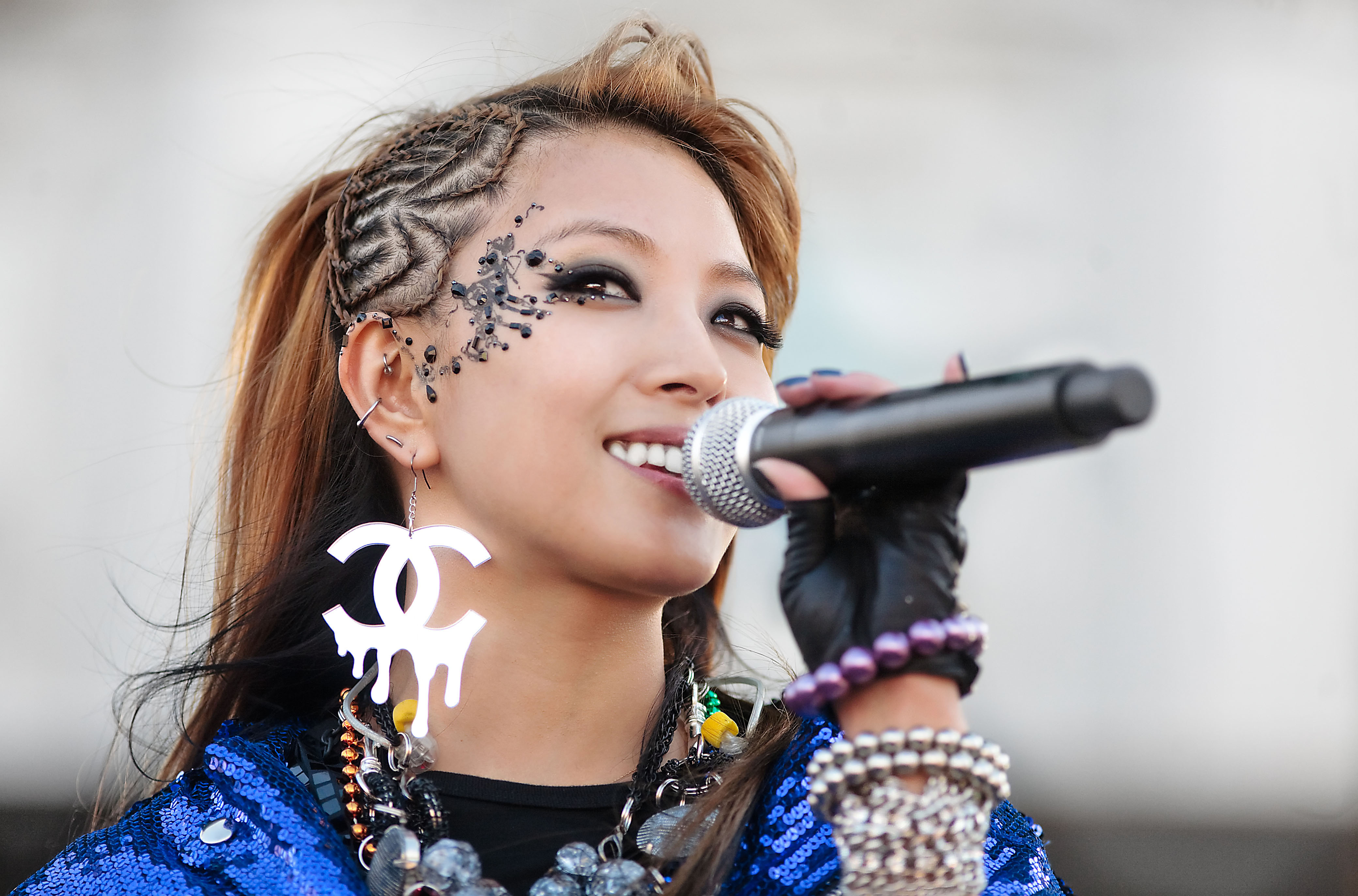
2009년 샌프란시스코에서 열린 게이 퍼레이드에서 공연중의 보아.

보아는 한국과 일본 양국 모두에서 노래를 잘한다고 평가받고 있다. 보아의 주요 장르로는 힙합, R&B, 댄스 팝이다. 또한 보아는 평소에 핑크, 에이브릴 라빈의 노래를 들으면서 록 장르의 음악을 해보고 싶다고 말했다. 일본에서는 발라드 노래를 부르기 때문에 우타다 히카루, 하마사키 아유미와 종종 비교되어 왔다. 보아는 데뷔 이후 아티스트로서의 인생에 올인해야 했고, 이 때문에 "My Name", "Girl's On Top", "Hurricane Venus"와 같은 강한 일렉트로닉 댄스 노래만 해왔다. 하지만 2012년 일곱 번째 정규 앨범 Only One을 기준으로 보아는 강한 여전사 이미지를 버리고 일렉트로닉 댄스곡은 그만하고 싶다고 밝혔다.
보아는 미국 진출 당시 힙합풍의 노래 "Eat You Up"을 첫 싱글로 발매했는데, 《LA타임즈》에서 "Eat You Up"은 브리트니 스피어스도 질투할만 노래이지만, 보아가 미국에서 장기적 성공을 하기 위해선 브리트니 이상의 차별화된 스타일이 필요하다"고 지적했다. 세계적인 뮤직비디오 감독인 조셉 칸은 보아에게 "보아는 굉장히 퍼포먼스적으로 춤과 노래가 모두 뛰어난 환상적인 가수다. 세계적인 어떤 스타들과 비교해도 보아만큼 퍼포먼스를 잘 해내는 사람을 본 적이 없다. 한국은 보아를 자랑스러워해야 한다"고 말했다.
보아의 주요 음악적 영향은 힙합이지만, R&B도 즐긴다고 했다. 보아는 데뷔때부터 마이클 잭슨을 팬이자 롤 모델이라고 말해왔는데, "팝의 황제 잭슨은 내 영웅이고, 영원히 사랑한다"고 트위터에 글을 남기기도 했다. 또한 보아는 자신의 콘서트에서 잭슨의 노래를 공연하기도 했다. 이 외에도 자넷 잭슨, 브리트니 스피어스, 제니퍼 로페즈, 제이-지, 저스틴 팀버레이크, 넬리와 같은 댄스 팝, R&B 가수들을 좋아한다고 밝혔다. 핑크, 에이브릴 라빈과 같은 팝 록 장르의 가수들도 좋아한다고 말했다. 보아는 이후 많은 한국의 아이돌 가수들에게 영향을 끼쳤는데, 씨스타의 효린은 "그동안 보아를 존경했다. 그런 무대를 보여주고 싶었다"며 보아의 "My Name" 무대를 공연했다. f(x)의 루나는 "어렸을 적부터 보아가 롤모델이어서 모든 것들을 똑같이 닮고 싶어 했다"고 말했다. 또한 보아는 활동 중인 후배 가수들과 연습생들 사이에서 조사한 "본받고 싶은 롤모델" 1위로 뽑혔다.

### 이미지
보아는 데뷔 2년 전부터 소속사인 SM 엔터테인먼트에서 비교적 강도 높은 트레이닝을 받으면서 데뷔를 준비했고, 소속사 또한 그녀를 대한민국 내에서만 머무르게 하지 않고 해외진출을 데뷔 이전부터 염두에 두고 있었다. 대한민국에서 철저한 준비 과정을 거친 그녀는 한국에서 큰 성공을 거두기 전에 바로 일본에 진출하여 일본의 거대 연예 매니지먼트사인 AVEX와 계약에 성공한 최초의 한국 가수이다.
보아는 많은 브랜드 광고에 출연하였는데, 보아가 광고를 했었던 브랜드로는 올림푸스, 나이키, 로레알, 꼬달리, 엘리트 교복, 서울우유, 미샤, 삼성 에니콜, 큐리텔, 비브라스, 하이트 맥주, 메이블린 뉴욕, 팅, KB 카드, 베가레이서, 브레인 토피아 닷컴, apm, 광동 옥수수 수염차, 초코틴틴, GM 대우 자동차 일본에서는 코세, 스케쳐스, 오디오 테크니카, 한국GM과 같은 광고에 출연했었다.

## 음반 목록
| 한국 정규 음반 - 2000: ID; Peace B - 2002: No.1 - 2003: Atlantis Princess - 2004: My Name - 2005: Girls On Top - 2010: Hurricane Venus - 2012: Only One - 2015: Kiss My Lips - 2018: WOMAN - 2020: BETTER | 일본 정규 음반 - 2002: LISTEN TO MY HEART - 2003: VALENTI - 2004: LOVE & HONESTY - 2006: OUTGROW - 2007: MADE IN TWENTY (20) - 2008: THE FACE - 2010: IDENTITY - 2014: WHO'S BACK? - 2018: 私このままでいいのかな | 미국 정규 음반 - 2009: BoA |

## 출연 작품
영화
- 《헷지》 (Over The Hedge, 2006) - '헤더' 역 / 한국판, 일본판 더빙 목소리 출연
- 《I AM.》(I AM., 2012) - '보아' 역 / 본인역으로 출연
- 《관능의 법칙》 (2014) - 특별 출연
- 《메이크 유어 무브 3D》 (2013) - '아야' 역 / 여주인공으로 출연
- 《빅매치》 (2014) - '수경' 역
- 《SMTOWN THE STAGE》 (2015) - '보아' 역 / 본인역으로 출연
- 《가을 우체국》 (2017) - '임수련' 역 / 여주인공으로 출연

드라마
- 《골뱅이 @》(SBS, 2000.12.19) - 특별출연
- 《아테나: 전쟁의 여신》(SBS, 2011.01.03 / 01.04) - 7회, 8회 특별출연
- 《연애를 기대해》(KBS2, 2013) - '주연애' 역 / 여주인공으로 출연
- 《이번 주 아내가 바람을 핍니다》(JTBC, 2016) - '권보영' 역
- 《내 남편과 결혼해줘》 (tvN, 2024) - '오유라' 역

방송
- 《보아&브리트니 스페셜》(SBS, 2003.12)
- 《K팝 스타》(SBS, 2011-2012) / 심사위원으로 참여
- 《승승장구》(KBS, 2012.5.29 / 6.5) - 116회, 117회
- 《2012 희망로드 대장정》 (KBS, 2012.7.14)/ 봉사활동
- 《컴백쇼-보아 4354》(SBS, 2012.7.28)
- 《K팝 스타 시즌 2》(SBS, 2012-2013) / 심사위원으로 참여
- 《크라임씬》(JTBC, 2015.6.3) - 시즌2 9회
- 《삼시세끼》(tvN, 2015.6.19 / 6.26) - 시즌2 6, 7회
- 《냉장고를 부탁해》(JTBC, 2015.7.20 / 7.27) - 36, 37회
- 《히든싱어 4》(JTBC, 2015.10.3) - 1회 출연, 최종 우승
- 《전설의 초대 with 박인비》 (MBC, 2016.11.26)
- 《PRODUCE 101 시즌2》 (M.net, 2017) / 진행
- 《밤도깨비》(JTBC, 2017.11.19 / 11.26) - 16, 17회
- 《키워드#보아》(XtvN, 2018.01.28-2018.03.18)
- 《식량일기 닭볶음탕 편》(tvN, 2018.05.30-2018.08.08)
- 《해피투게더》(KBS, 2018.11.8) - 5회
- 《더 팬》(SBS, 2018-2019) - 12회
- 《이동욱은 토크가 하고 싶어서》(SBS, 2020.02.19,26)11,12회
- 《보이스 코리아 2020 》 (Mnet, TvN 2020.05.29 ~ 2020.07.10)
- 《미운 우리 새끼》- 217회 스페셜 mc
- 《나이트라인》 - (SBS, 2020.12.3)
- 《불후의 명곡》- 보아편(KBS,  2020.12.5)
- 《이브 온 언플러그드》(SBS FiL 2020.12.12)
- 《전설의 무대 아카이브K》(SBS, 2021.3.7)
- 《스트릿 우먼 파이터》(Mnet, 2021.11)
- 《서울체크인》( 티빙,2022.4.21)
- 《스트릿 맨 파이터》(Mnet, 2022.8)
- 《뮤직 유니버스 K-909》(JTBC, 2022.9.24 ~2022.12.10 ) 단독 MC
- 《KBS 가요대축제》(KBS2, 2022.12.16)
- 《댄스가수 유랑단》(tvN, 2023.5.25~ 현재)고정 출연
- 《뮤직 유니버스 K-909》시즌2(JTBC, 2023.5.6~ 현재) 단독 MC

라디오
- 《Beat It BoA's World》 (JPN) : 2003년~2007년, DJ로 활동

## 같이 보기
- 김완선
- 엄정화
- 이효리
- 화사
- 댄스가수유랑단

## 주해
1. ↑  2002년 총결산 판매량 265,360장과 2003년 상반기 판매량 49,309장을 합하면 314,669장이 된다. (보아의 2집판매량 984,215장/3집 판매량 527,772장/4집 판매량 209,021장/5집 판매량 123,948장/6집 판매량 63,634장/7집 판매량 37,081장)